# ۷۲۹ (خورشیدی)
۷۲۹ هفتصد و بیست و نهمین سال هجری خورشیدی است.